# 2. deild Wysp Owczych (1991)
W roku 1991 odbyła się 48. edycja 2. deild Wysp Owczych – drugiej ligi piłki nożnej Wysp Owczych. W rozgrywkach brało udział 10 klubów z całego archipelagu. Kluby z pierwszego i drugiego miejsca awansowały do 1. deild. W sezonie 1991 były to: B71 Sandoy oraz SÍF Sandavágur. Dwa kluby z ostatnich miejsc spadały do 3. deild, a w roku 1991 były to: ÍF Streymur oraz GÍ II Gøta.

## Uczestnicy
| Uczestnicy 2. deild Wysp Owczych 1990                                                                         | Uczestnicy 2. deild Wysp Owczych 1990 | Uczestnicy 2. deild Wysp Owczych 1990 | Uczestnicy 2. deild Wysp Owczych 1990 |
| --- | ------------------------------------- | ------------------------------------- | ------------------------------------- |
| ÍF | ÍF Fuglafjørður                       | 3                                     |                                       |
| LÍF | LÍF Leirvík                           | 4                                     |                                       |
| SKÁ | Skála ÍF                              | 5                                     |                                       |
| SÍ | SÍ Sørvágur                           | 6                                     |                                       |
| GÍ II | GÍ II Gøta                            | 7                                     |                                       |
| Royn | Royn Hvalba                           | 8                                     |                                       |
| Spadek z 1. deild Wysp Owczych 1990                                                                           |                                       |                                       |                                       |
| SÍF | SÍF Sandavágur                        | 9                                     |                                       |
| B71 | B71 Sandoy                            | 10                                    |                                       |
| Awans z 3. deild Wysp Owczych 1990                                                                            |                                       |                                       |                                       |
| KÍII | KÍ II Klaksvík                        | 1                                     |                                       |
| ÍFS | ÍF Streymur                           | 2                                     |                                       |
| Oznaczenia: - kolumna pierwsza – skróty nazw drużyn, - kolumna trzecia – miejsce zajęte w poprzednim sezonie. |                                       |                                       |                                       |

## Tabela ligowa
| Lp. | Drużyna            | M  | Z  | R | P  | Bramki | Bramki | Różn. | Pkt | Uwagi              |
| --- | ------------------ | -- | -- | - | -- | ------ | ------ | ----- | --- | ------------------ |
| 1   | B71 Sandoy (M) (A) | 18 | 16 | 2 | 0  | 53     | 14     | +39   | 34  | Awans do 1. deild  |
| 2   | SÍF Sandavágur (A) | 18 | 11 | 4 | 3  | 40     | 24     | +16   | 26  | Awans do 1. deild  |
| 3   | Skála ÍF           | 18 | 7  | 6 | 5  | 30     | 26     | +4    | 20  |                    |
| 4   | Royn Hvalba        | 18 | 8  | 3 | 7  | 37     | 39     | −2    | 19  |                    |
| 5   | ÍF Fuglafjørður    | 18 | 6  | 4 | 8  | 40     | 34     | +6    | 16  |                    |
| 6   | SÍ Sørvágur        | 18 | 5  | 5 | 8  | 25     | 30     | −5    | 15  |                    |
| 7   | LÍF Leirvík        | 18 | 5  | 4 | 9  | 31     | 35     | −4    | 14  |                    |
| 8   | KÍ II Klaksvík     | 18 | 5  | 3 | 10 | 24     | 36     | −12   | 13  |                    |
| 9   | ÍF Streymur (S)    | 18 | 4  | 5 | 9  | 18     | 40     | −22   | 13  | Spadek do 3. deild |
| 10  | GÍ II Gøta (S)     | 18 | 2  | 6 | 10 | 22     | 42     | −20   | 10  | Spadek do 3. deild |